# Pelanodiademinae
De Pelanodiademinae zijn een onderfamilie van uitgestorven zee-egels uit de familie Pelanechinidae.

## Geslachten
- Pelanodiadema Hess, 1972 †